# 정식품
주식회사 정·식품은 베지밀이라는 두유브랜드로 알려진 식음료회사다.

## 정식품 브랜드
- 베지밀(두유)
- 그린비아 (특수영양식)
- 간단요리사 (콩국물&육수)
- 라잇미닛 (식물성 음료)